# Durandal (1899)
Durandal – francuski niszczyciel z początku XX wieku, pierwsza jednostka typu Durandal. Był pierwszym francuskim niszczycielem. Nazwany został od Durandala – legendarnego miecza hrabiego Rolanda.
Na próbach w maju 1899 roku osiągnął średnią prędkość 27,4 węzła.
Okręt wziął udział w I wojnie światowej, pełniąc służbę na kanale La Manche i operując głównie z Dunkierki. 12 października 1914 zaatakował i ostrzelał wraz z "Escopette" i "Pas-de-Calais" niemiecki okręt podwodny U-20 koło przylądka Gris Nez. 7 czerwca 1919 roku skreślony z listy floty. Sprzedany na złom 22 lutego 1921.